# Václav Berka z Dubé (1570–1608)
Václav Berka z Dubé (1570–1608) byl vlastníkem panství a renesančního zámku v Zákupech, jehož předci pocházeli z rodu Berků z Dubé, což byla jedna z větví starobylého rodu Ronovců.

## Životopis

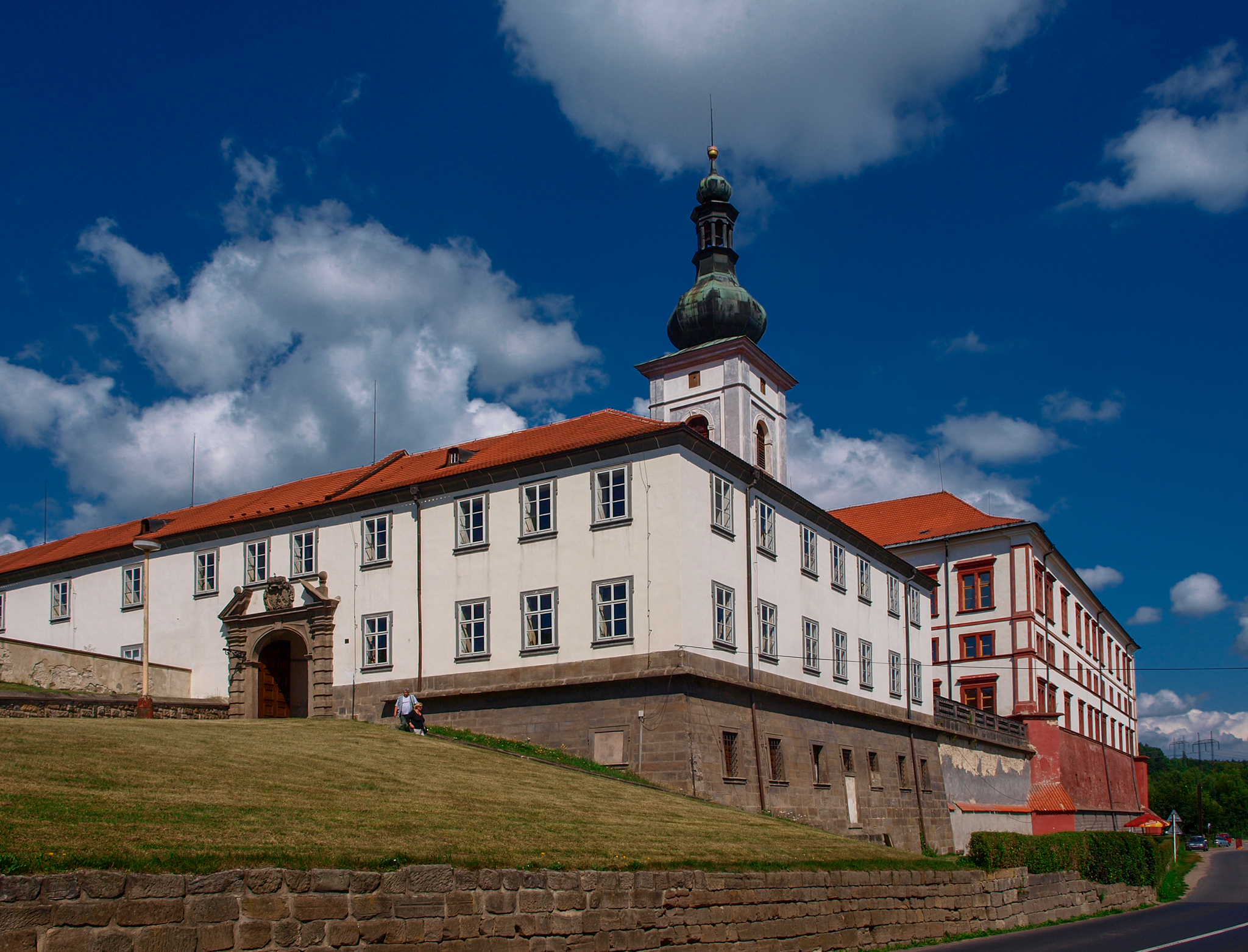
Zákupský zámek

Václav Berka z Dubé, užívající někdy i titul z Lipé, se stal brzy sirotkem. Ve věku dvou let mu zemřela matka a když mu bylo let osm, tak i otec Zbyněk Berka. Oba byli pochováni v hrobce Berků, postavené otcem v zákupském kostele sv. Fabiána a Šebestiána. Jen pár měsíců po úmrtí otce mu byl 11. listopadu 1578 v noci zavražděn lokajem v České Lípě bratr Jan Berka z Dubé. Proto se ujal později dědictví jako druhorozený syn.
Vychováván byl tedy poručníky. Těmi byli vzdálený strýc Jindřich Berka z Dubé, který měl panství Jablonné a brzy i Lemberk. Druhým poručníkem byla ustanovena Markéta Adršpachová z Dubé, vzdálená příbuzná žijící tehdy na zámku Zákupy.
Kolem roku 1590 se Václav ujal svého majetku, hlavně zámku v Zákupech. Vlastnil po svých předcích také statek v Horní Polici, Milštejn s okolím, Cvikov. Byl účastníkem mnoha událostí u královského dvora a získal tituly císařského rady, zemského hejtmana ve slezském knížectví Velký Hlohov. Zúčastňoval se nejen jednání zemských sněmů, ale také s dalšími Berky z Dubé vojenského tažení roku 1594 proti Turkům. Staral se o svá panství, má zásluhu o zvelebení kostelů v Brenné, Horní Polici, Dobranově. V roce 1603 uvedl v tehdejší verzi daňového přiznání, že má 807 poddaných a přes 20 vesnic, desítky rybníků, několik pivovarů a mlýnů. Ke správě měl své úředníky, hejtmany panství. Přesto se Václav postupně zadlužoval, mj.i kvůli králi, válce s Turky, své sehrály epidemie nemocí včetně moru v roce 1599, kdy jen na Zákupsku zemřelo 200 lidí.
Už dva roky předtím se oženil. Dne 22. června 1592 si vzal za manželku Annu Berkovou, vzdálenou příbuznou. S ní pak měl během 14 let manželství osm dětí, křtěných většinou v zákupském kostele. Křtů se zúčastnil i arcibiskup Zbyněk Berka z Dubé a řada příbuzenstva i z Moravy. Některé děti jim záhy zemřely. Také jako její předchůdkyně si i ona pořídila fraucimor, tedy družinu zpravidla příbuzných dívek ke své posluze a mimo rození dětí byla známá i svými projížďkami na koni či v kočáru. Žena Václavovi zemřela 3. srpna 1606, možná následkem porodu dcery Marie.
Václav se brzy oženil znovu a opět si vyvolil Annu Berkovou, ovšem ze vzdálené rodové větve Berků žijící na Novém Berštejně. Dlouho si ji neužil, zemřel poměrně mladý zkraje roku 1608 a vdova po něm seznovu provdala a i s dětmi odstěhovala. Zákupské panství bylo velmi zadluženo a roku 1612 prodáno Janu Novohradskému z Kolovrat.